# لیونو
لیونو (بوسنیایی: Livno) یک شهرک در بوسنی و هرزگوین است که در استان ۱۰ واقع شده‌است.

## خصوصیات
لیونو ۳۷٬۴۸۷ نفر جمعیت دارد و ۷۲۴ متر بالاتر از سطح دریا واقع شده‌است.

## نگارخانه

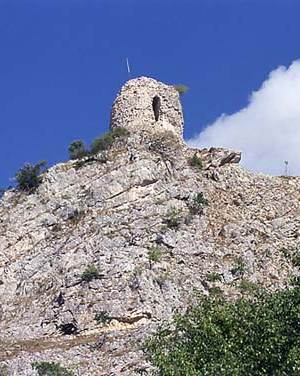
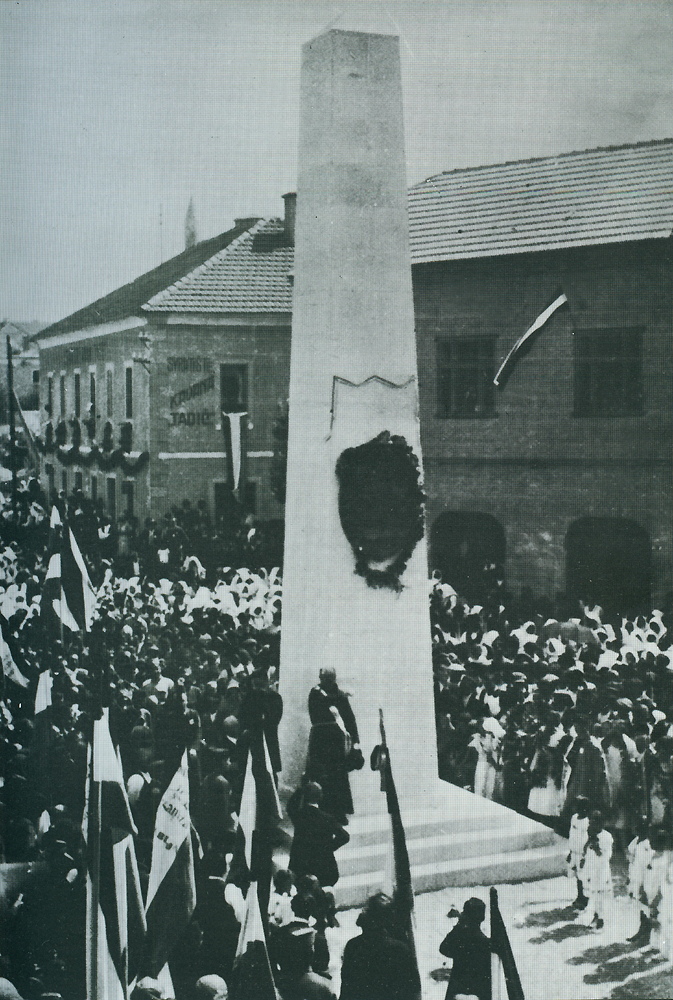
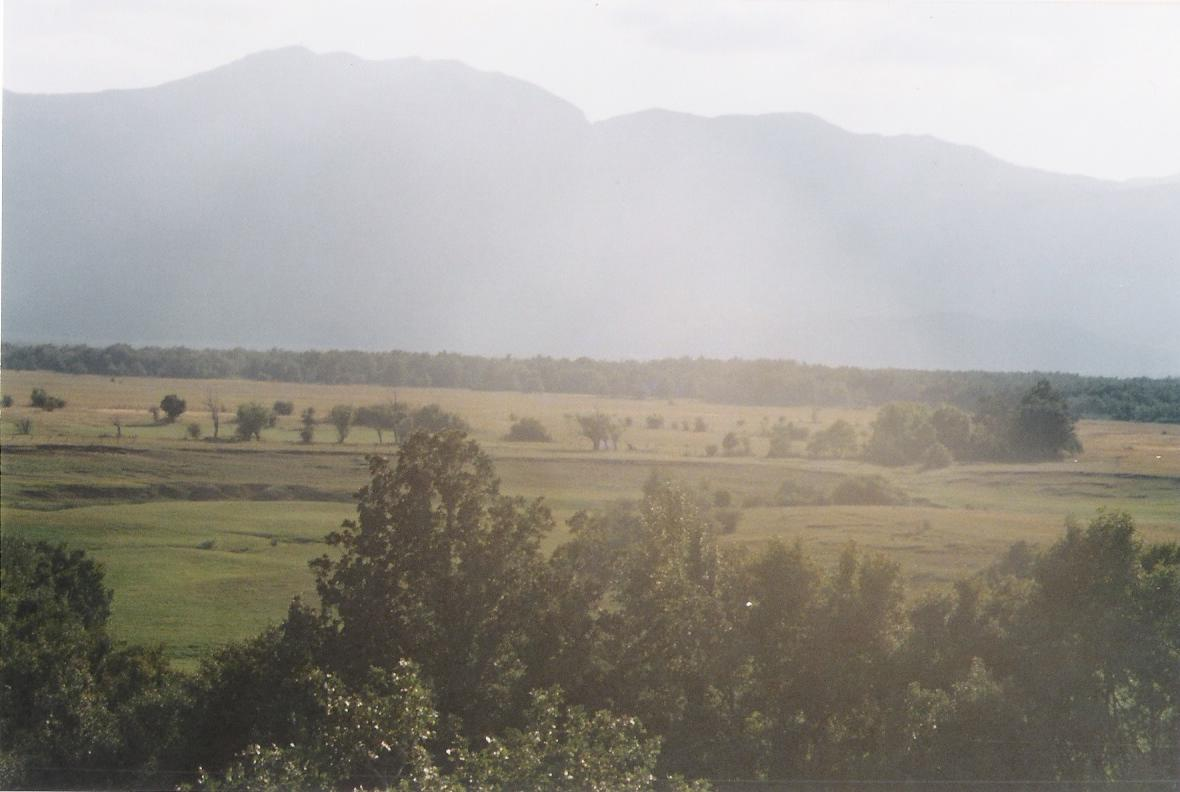